# Alex Colville
David Alexander Colville (Toronto, 24 de agosto de 1920 – Wolfville, Nova Escócia, 16 de julho de 2013) foi um pintor, desenhista, gravador e muralista canadense.

## Biografia
A família de Colville se mudou de Toronto para Amherst, Nova Escócia em 1929. Ele estudou na Mount Allison University de 1938 a 1942, obtendo um bacharelato em Artes. Colville casou-se com Rhoda Wright naquele ano e se juntou ao Exército sendo nomeado artista de guerra. Durante seus quatro anos de serviço na Europa, Colville foi um dos artistas de guerra canadenses mais famosos.
Colville retornou a Nova Brunswick após a guerra e se tornou um membro da Faculdade de Artes da Universidade Mount Allison, onde lecionou de 1946 a 1963. Colville deixou o ensino para se dedicar à pintura e à gravura em tempo integral em um estúdio em sua casa em New York Street, este edifício é agora chamado Colville House.
Em 1973, mudou-se para Wolfville, Nova Escócia, cidade natal de sua esposa, vivendo na casa construída pelo pai dela. O casal Colville tem três filhos, uma filha e oito netos.

## Exposições

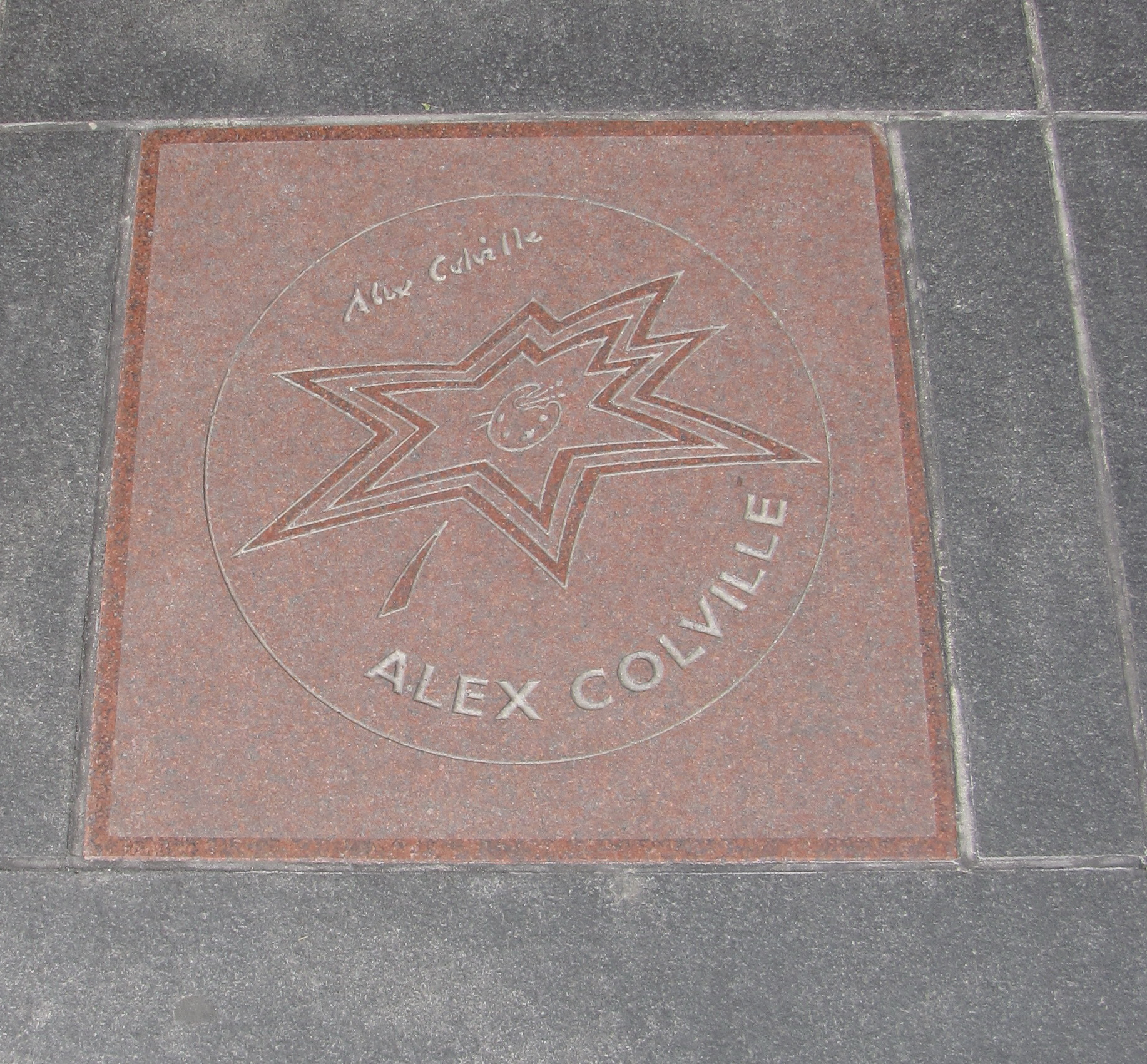
Estrela de Alex Colville na Calçada da Fama do Canadá.

As obras de Colville foram expostas extensivamente em todo o Canadá e internacionalmente, incluindo a Tate Gallery em Londres e Beijing Exhibition Centre, em Pequim. Em 1983, uma turnê retrospectiva internacional de sua obra foi organizada pela Galeria de Arte de Ontário.
Os trabalhos de Alex Colville encontram-se em muitas coleções, incluindo a Art Gallery of Nova Scotia, Cape Breton University Art Gallery em Sydney, Nova Escócia, Museu de Arte Moderna em Nova Iorque, o Musée National D'Art Moderne em Paris, o National Gallery of Canada em Ottawa, o Centro Georges Pompidou em Paris, o Wallraf-Richartz Museumin em Colônia e o Kestnergesellschaft em Hanôver, Alemanha.
Em 2002, foi introduzido na Calçada da Fama do Canadá.

## Notable works

### Infantaria, perto de Nijmegen, Holanda

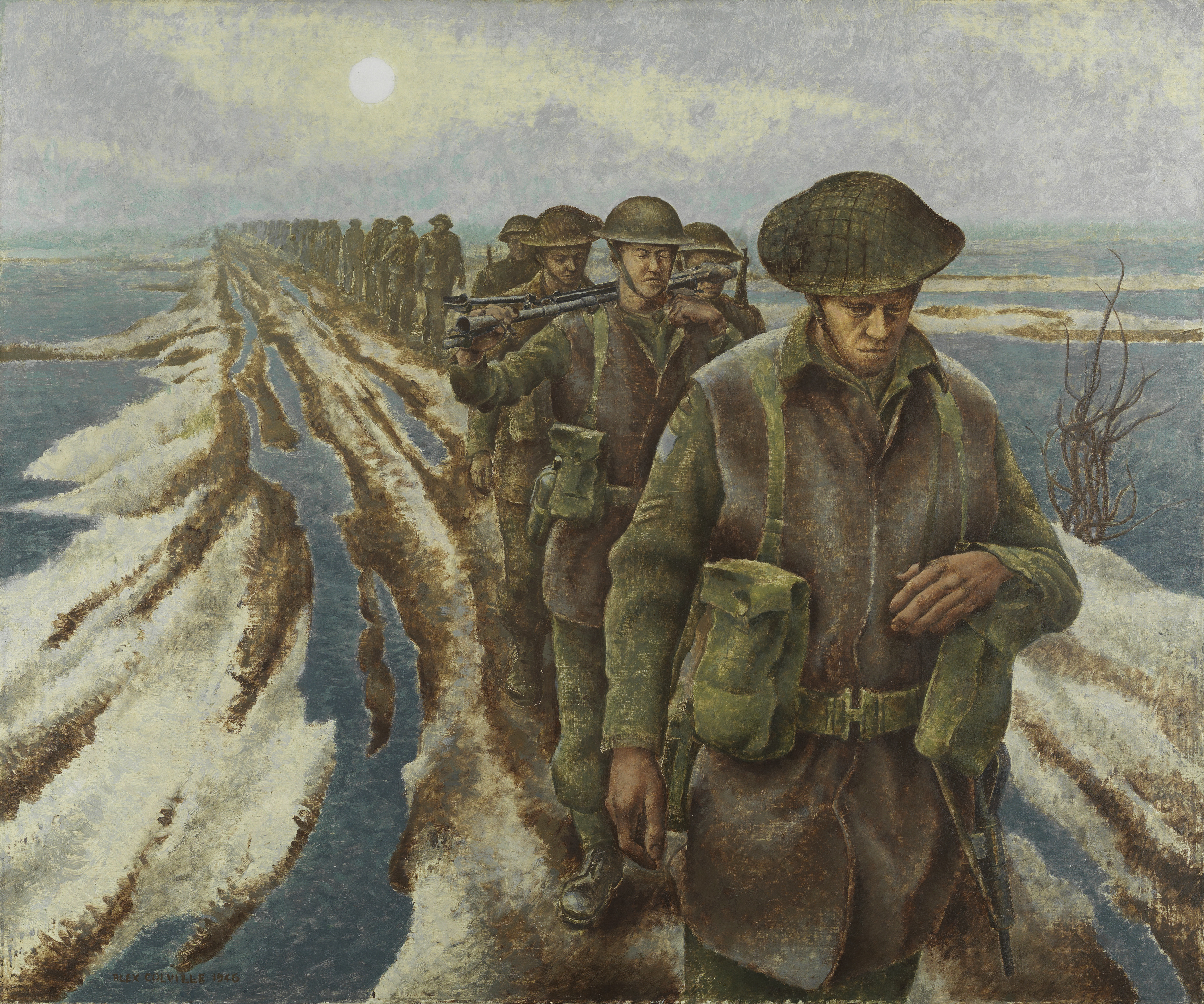
Infantaria, perto de Nijmegen, Holanda

Treinado como oficial de infantaria, ele pintou quando a Segunda Guerra Mundial terminou. Com base em vários desenhos, foi chamado de Infantaria e agora está no Canadian War Museum. Ele representa um pelotão de soldados canadenses espalhados e marchando ao longo de ambos os lados de uma estrada. Colville acreditava que transmitia sua percepção da guerra, como heroísmo e persistência duradoura entre os elementos da natureza e perigo constante.  O rosto do primeiro homem é na verdade um retrato do pai do artista.

### Cavalo e Trem
A obra de 1954 foi inspirada em duas linhas do poeta Roy Campbell:
Contra um regimento, eu me oponho a um cérebro
E um cavalo negro contra um trem blindado.
Horse and Train faz parte da coleção permanente da Art Gallery of Hamilton; Dominion Foundries and Steel, Ltd. (Dofasco Inc) doou a pintura em 1957. Ela aparece na capa do álbum Night Vision de Bruce Cockburn . Alex Colville e Horse and Train são mencionados na introdução (e na própria história) do conto Nowhere to Go do escritor de ficção da Nova Escócia, Barry Wood, publicado no Postscripts # 14 da Inglaterra em 2008. A pintura também pode ser vista no filme The Shining (1980). Uma impressão pode ser vista pendurada em um corredor durante a visita do médico.

### Para a Ilha do Príncipe Eduardo
A pintura de 1965  é talvez sua obra mais conhecida. Ele mostra uma mulher retratada olhando através de binóculos, na direção do artista. Colville descreve este trabalho como uma exploração da "visão perscrutadora da mulher" em contraste com o homem "estúpido e passivo", que ela oclui. "A mulher vê, suponho, e o homem não".

### The Circuit Rider
Seu mural no Tweedie Hall na Mount Allison University, conhecido oficialmente como The History of Mount Allison ou The Circuit Rider.

### Pacífico
Sua pintura de 1967 Pacific, mostrando um homem encostado em uma porta aberta olhando para o mar enquanto uma pistola Browning Hi-Power repousa sobre uma mesa em primeiro plano, inspirou uma das cenas definitivas do filme Heat de 1995 com o ator Robert De Niro.

### Man on Verandah
Pintado em 1953, sua venda em leilão por US$ 1,287 milhão estabeleceu um recorde para uma obra de um artista canadense vivo. Parte da propriedade do falecido G. Hamilton Southam (1918–2008), foi vendida em um leilão de pós-guerra canadense e arte contemporânea pela Heffel Fine Art Auction House em 25 de novembro de 2010. Previsto para arrecadar até $ 600 000, o preço inflacionado durante uma guerra de lances de três vias entre dois licitantes canadenses por telefone e uma pessoa no leilão.